# 2011 en République centrafricaine
Cet article présente les faits marquants de l'année 2011 en République centrafricaine.

## Évènements

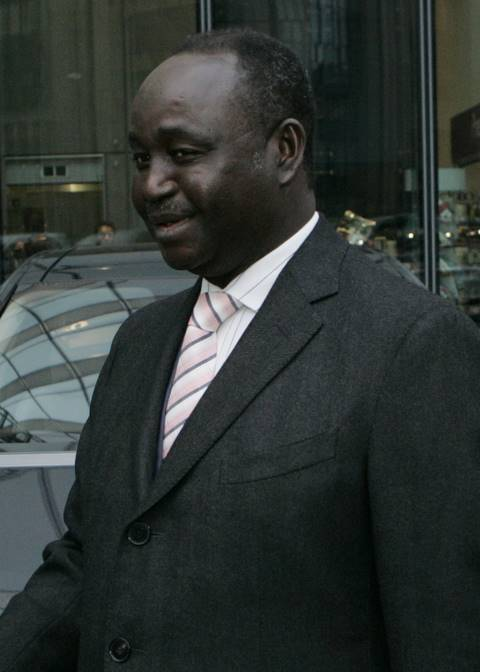
François Bozizé (octobre 2007)

- Lundi 24 janvier 2011 : l’Observatoire national des élections, qui disposait d'une équipe de 500 observateurs sur le terrain, estime que les élections présidentielle et législatives d'hier ont donné lieu à des « motifs de satisfaction », la participation qui a été très forte, mais ont été marquées par des « dysfonctionnements » en termes d'organisation, « surtout en ce qui concerne les listes électorales qui étaient affichées en retard, à certains endroits n'existaient pas, ou se retrouvaient à des endroits qui n'étaient pas les bons » et l'existence de deux cartes d'électeurs, « une avec numéro informatisé, une avec numéro manuel », a pu donner lieu à des doubles votes[1].

- Dimanche 30 janvier 2011 : élections présidentielle et législatives.

- Mardi 1er février 2011 : selon les résultats provisoires, le chef de l'État sortant François Bozizé est réélu président de la Centrafrique au 1er tour avec 66,08 % des suffrages[2].

- Vendredi 11 février 2011 : des combats entre l'armée et des rebelles ont fait 7 morts[3].

- Samedi 12 février 2011 :
  - Présidentielle : le recours du Collectif des forces du changement (CFC) en annulation de la présidentielle est rejeté. Le CFC rassemble presque tous les partis d'opposition à l'exception des partisans de l'ancien président Ange Félix Patassé qui conteste aussi les résultats. La Cour constitutionnelle proclame François Bozizé réélu au 1er tour avec 64,37 % des suffrages[4].
  - Législatives : au premier tour, le Kwa na Kwa (le travail rien que le travail), le parti de Bozizé, a vu 26 de ses candidats élus dès le 1er tour et arrive en tête dans la plupart des 105 circonscriptions. Les recours du CFC sur les scrutins législatifs sont aussi rejetés[5].

- Mardi 15 février 2011 : le CFC, coalition regroupant opposition et ex-rébellions, a décidé de boycotter le deuxième tour des législatives après le rejet de ses recours, ce qui implique « le retrait de tous ses candidats de cette compétition[6] ».

- Mardi 5 avril 2011 : mort à Douala (Cameroun) de l'ancien président Ange-Félix Patassé (1993-2003) à l'âge de 74 ans[7].